# Lady in the Water
Lady in the Water (La joven del agua en España y La dama en el agua en Hispanoamérica) es una película del director M. Night Shyamalan producida en 2005 y estrenada en 2006 y protagonizada por Paul Giamatti y Bryce Dallas Howard. Es una adaptación de un cuento de hadas que el propio director inventó para sus hijos. Es la primera película de Shyamalan que no produjo Walt Disney Pictures, sino Warner Bros.

## Sinopsis
Cleveland Heep (Paul Giamatti) trabaja como personal de mantenimiento en un complejo de apartamentos en Filadelfia cuando una noche encuentra a una misteriosa joven (Bryce Dallas Howard) en las galerías que pasan debajo de la piscina comunitaria. Cleveland descubre entonces que se trata de una narf, es decir, una ninfa surgida de un cuento de hadas que se ha embarcado en un peligroso viaje desde nuestro mundo hacia el suyo.

## Reparto
- Paul Giamatti es Cleveland Heep.
- Bryce Dallas Howard es Story.
- Bob Balaban es Harry Farber.
- Jeffrey Wright es Mr. Dury
- Sarita Choudhury es Anna Ran.
- Cindy Cheung es Young-Soon Choi.
- M. Night Shyamalan es Vick Ran.
- Freddy Rodriguez es Reggie.
- Bill Irwin es Mr. Leeds
- Mary Beth Hurt es Mrs. Bell
- Noah Gray-Cabey es Joey Dury.
- Tovah Feldshuh es Mrs. Bubchik

## Producción
La película iba a ser producida por Touchstone Pictures pero la idea de Shyamalan no fue bien recibida, así que presentó el proyecto a Warner Bros., quienes aceptaron financiar el filme.
El filme ser rodó cerca de Levittown, Pensilvania. El complejo de apartamentos donde se desarrolla la totalidad del film no existe, se construyó solo para la película.

### Música
James Newton Howard escribió la partitura y la banda sonora se grabó en Hollywood Studio Symphony.

## Críticas
La película recibió críticas muy negativas por parte de la crítica estadounidense, cosechando un 24% de comentarios positivos en Rotten Tomatoes y un 36% en Metacritic. Al recibir críticas muy desfavorables en comparación con otros títulos de su filmografía, además de ser un fracaso de taquilla, logrando recaudar poco más del presupuesto que costó la producción. Por otra parte, en Europa fue mejor recibida por la crítica. Fotogramas le otorgó cuatro estrellas sobre 5 y Cinemanía, 3 y media sobre cinco. En IMDb se le otorga un 5,6 sobre 10.
A lo largo de los años, Lady in the Water ha ido cosechando admiradores y detractores por partes iguales, convirtiéndola en una película de culto. [cita requerida]Hay quienes opinan que es un cuento fantástico con una historia realmente original y quienes creen que es una película que se improvisaba según se iba rodando, sin una historia realmente sólida y con personajes arquetípicos.